# National Basketball Association
Die National Basketball Association (kurz: NBA) ist eine seit 1946 bestehende Basketball-Profiliga in Nordamerika. Sie gilt als die mit Abstand stärkste und populärste Basketball-Liga der Welt.
Derzeit besteht die NBA aus 30 Mannschaften, von denen 29 aus den Vereinigten Staaten kommen und eine (die Toronto Raptors) in Kanada beheimatet ist. Jeweils 15 Mannschaften spielen in der Western und der Eastern Conference, die wiederum in jeweils drei Divisions unterteilt sind. Der Saisongewinner wird nach einer 82 Spiele umfassenden Hauptrunde („Regular Season“) in den Play-offs ausgespielt, wobei jeweils die acht besten Teams beider Conferences in drei Runden nach dem Modus Best-of-Seven aufeinandertreffen. Der amtierende Meister der Saison 2024/25 ist das Team der Oklahoma City Thunder.
Die NBA ist eine geschlossene Liga ohne Auf- oder Absteiger. Neue Spieler werden über eine jährliche Entry Draft auf die Teams verteilt, wobei eine vorhergehende Auslosung (die Draft Lottery) mit einer Losanzahl basierend auf dem Abschneiden des Vorjahres über die Reihenfolge der Teams in der NBA Draft entscheidet. Seit 2001 ist der NBA eine kleinere Liga mit inzwischen 31 sogenannten Farmteams angegliedert, die seit der Saison 2017/18 NBA G-League heißt.

## Geschichte
| Saison  | BAA-Meister            |
| ------- | ---------------------- |
| 1946/47 | Philadelphia Warriors  |
| 1947/48 | Baltimore Bullets      |
| 1948/49 | Minneapolis Lakers     |
| Saison  | NBA-Meister            |
| 1949/50 | Minneapolis Lakers     |
| 1950/51 | Rochester Royals       |
| 1951/52 | Minneapolis Lakers     |
| 1952/53 | Minneapolis Lakers     |
| 1953/54 | Minneapolis Lakers     |
| 1954/55 | Syracuse Nationals     |
| 1955/56 | Philadelphia Warriors  |
| 1956/57 | Boston Celtics         |
| 1957/58 | St. Louis Hawks        |
| 1958/59 | Boston Celtics         |
| 1959/60 | Boston Celtics         |
| 1960/61 | Boston Celtics         |
| 1961/62 | Boston Celtics         |
| 1962/63 | Boston Celtics         |
| 1963/64 | Boston Celtics         |
| 1964/65 | Boston Celtics         |
| 1965/66 | Boston Celtics         |
| 1966/67 | Philadelphia 76ers     |
| 1967/68 | Boston Celtics         |
| 1968/69 | Boston Celtics         |
| 1969/70 | New York Knicks        |
| 1970/71 | Milwaukee Bucks        |
| 1971/72 | Los Angeles Lakers     |
| 1972/73 | New York Knicks        |
| 1973/74 | Boston Celtics         |
| 1974/75 | Golden State Warriors  |
| 1975/76 | Boston Celtics         |
| 1976/77 | Portland Trail Blazers |
| 1977/78 | Washington Bullets     |
| 1978/79 | Seattle SuperSonics    |
| 1979/80 | Los Angeles Lakers     |
| 1980/81 | Boston Celtics         |
| 1981/82 | Los Angeles Lakers     |
| 1982/83 | Philadelphia 76ers     |
| 1983/84 | Boston Celtics         |
| 1984/85 | Los Angeles Lakers     |
| 1985/86 | Boston Celtics         |
| 1986/87 | Los Angeles Lakers     |
| 1987/88 | Los Angeles Lakers     |
| 1988/89 | Detroit Pistons        |
| 1989/90 | Detroit Pistons        |
| 1990/91 | Chicago Bulls          |
| 1991/92 | Chicago Bulls          |
| 1992/93 | Chicago Bulls          |
| 1993/94 | Houston Rockets        |
| 1994/95 | Houston Rockets        |
| 1995/96 | Chicago Bulls          |
| 1996/97 | Chicago Bulls          |
| 1997/98 | Chicago Bulls          |
| 1998/99 | San Antonio Spurs      |
| 1999/00 | Los Angeles Lakers     |
| 2000/01 | Los Angeles Lakers     |
| 2001/02 | Los Angeles Lakers     |
| 2002/03 | San Antonio Spurs      |
| 2003/04 | Detroit Pistons        |
| 2004/05 | San Antonio Spurs      |
| 2005/06 | Miami Heat             |
| 2006/07 | San Antonio Spurs      |
| 2007/08 | Boston Celtics         |
| 2008/09 | Los Angeles Lakers     |
| 2009/10 | Los Angeles Lakers     |
| 2010/11 | Dallas Mavericks       |
| 2011/12 | Miami Heat             |
| 2012/13 | Miami Heat             |
| 2013/14 | San Antonio Spurs      |
| 2014/15 | Golden State Warriors  |
| 2015/16 | Cleveland Cavaliers    |
| 2016/17 | Golden State Warriors  |
| 2017/18 | Golden State Warriors  |
| 2018/19 | Toronto Raptors        |
| 2019/20 | Los Angeles Lakers     |
| 2020/21 | Milwaukee Bucks        |
| 2021/22 | Golden State Warriors  |
| 2022/23 | Denver Nuggets         |
| 2023/24 | Boston Celtics         |
| 2024/25 | Oklahoma City Thunder  |

### Die 1940er-Jahre
Als offizielles Gründungsdatum der NBA gilt der 6. Juni 1946, der Gründungstag der Vorgängerliga Basketball Association of America (BAA) in New York City. Treibende Kraft für die Gründung des Verbandes waren die Besitzer und Betreiber von Sportarenen, organisiert als Arena Managers Association of America (AMAA), die ihr Geld hauptsächlich mit Eishockey, vor allem in der American Hockey League (AHL) sowie der National Hockey League (NHL), verdienten und auf diesem Weg eine Auslastung für ihre Hallen und eine zusätzliche Geldeinnahme suchten. Während sieben Mitglieder die AHL repräsentierten, gehörten fünf (Chicago, New York, Boston, Detroit und Toronto) der NHL an. Lediglich in der Uline Arena von Washington D.C. wurde kein Eishockey gespielt. Erster Präsident der Liga und BAA-Vorsitzender wurde daher auch Maurice Podoloff, der damalige Präsident der AHL, nach dem seit der Saison 2022/23 die Trophäe für das punktbeste Team der Regular Season benannt ist.
Die BAA stand jedoch zu Beginn noch unter einem schlechten Stern. Sie hatte mit massiven finanziellen Problemen zu kämpfen und es mangelte ihr an guten Spielern. Erschwerend kam hinzu, dass sich bereits nach dem ersten Jahr vier Mannschaften aus der Liga zurückzogen. Gegenüber Publikum und National Basketball League (NBL) stellte sich die BAA aber als machtvolle Großstadtliga dar, um von ihrem sportlich unterlegenen Produkt abzulenken und nach den Baltimore Bullets im Jahre 1947, dem Meister der American Basketball League (ABL), 1948 vier ihrer Teams in die neue Liga zu locken. Deshalb wurde am 3. August 1949 die NBL unter dem Vorwand einer Fusion übernommen und die Liga schließlich in National Basketball Association umbenannt. Bis heute werden daher die BAA-Champions von 1947 bis 1949 auch als NBA-Champions geführt. Von den 1949 übernommenen NBL-Teams verblieben nach der Saison 1949/50 lediglich die Tri-Cities Blackhawks und die Syracuse Nationals in der Liga. In der Anfangszeit überlebte die an Zuschauermangel darbende Liga lediglich durch regelmäßige Doubleheader mit den Harlem Globetrotters. Aus diesem Grund waren anfänglich auch afroamerikanische Spieler ausgeschlossen, um deren Besitzer Abe Saperstein nicht zu verärgern.

### Die 1950er-Jahre
Die Liga bestand nach der Fusion zunächst aus siebzehn Franchises, ehe sie am Ende der Saison 1953/54 mit acht Teams nach 1948 wieder ihre kleinste Größe bis zum Ende der Dekade erreichte. Diese acht Teams, die New York Knicks, Boston Celtics, Philadelphia Warriors, Minneapolis Lakers, Rochester Royals, Fort Wayne Pistons, Tri-Cities Blackhawks und Syracuse Nationals, sind bis heute in der NBA aktiv (teilweise allerdings unter anderem Namen). Anfangs fristete die NBA ein Schattendasein neben der College-Liga NCAA. Diese geriet jedoch 1951 durch einen landesweiten Bestechungsskandal im Zusammenhang mit dem sog. point shaving in Verruf, wodurch die NBA langsam an Popularität gewann. Zahlreiche College-Stars spielten in der Nachkriegszeit nach ihrem Collegeabschluss für die NBA, unter anderem Joe Fulks und Jim Pollard. 1950 wurde die Liga auch für Afroamerikaner geöffnet und Earl Lloyd ging als erster schwarzer NBA-Spieler in die Geschichte ein, obwohl Chuck Cooper noch vor ihm gedraftet wurde, jedoch sein erstes Spiel einen Tag später als Lloyd antrat.
Anfang der 1950er dominierte vor allem ein Team die Liga: die Minneapolis Lakers. Ihr wichtigster Spieler war der 2,08 m große Center George Mikan, der erste Superstar der NBA. Obwohl er relativ langsam und schwerfällig war, konnte ihn keine Verteidigung unter dem Korb stoppen. Da durch seine drückende Dominanz das Ligageschehen einseitig zu werden drohte, änderte man die Spielregeln. 1952 erweiterte man die Zone unter dem Korb, um die Center zu mehr Bewegung zu zwingen und das Spiel auf die Flügel zu verlagern. Die Folge war jedoch, dass weniger geworfen wurde und es dadurch zu häufigerem Foul-Spiel kam, um in Ballbesitz zu gelangen und so das Herunterspielen der Spieluhr durch den Gegner zu verhindern. Bei einigen Spielen 1953 pfiffen die Schiedsrichter über 100 Fouls. Der NBA rannten erneut die Zuschauer davon, und man beschloss, das Basketballspiel grundlegend zu verändern.
Am 23. April 1954 wurde nach einer Idee des Teambesitzers Danny Biasone die Wurfuhr (englisch shot clock) eingeführt, die zum Start der darauf folgenden Saison, am 30. Oktober 1954, erstmals offiziell zum Einsatz kam. Nach der dazugehörenden 24-Sekunden-Regel muss das Team mit Ballbesitz vor Ablauf von 24 Sekunden einen Wurfversuch starten, der wenigstens den Ring berührt. Geschieht dies nicht, wechselt der Ballbesitz, selbst wenn das angreifende Team den Ball nach dem Fehlwurf wieder in die Hände bekommt. Diese Regel war ein Meilenstein für die Entwicklung des Basketballs und wurde nach und nach auch von der NCAA und der FIBA übernommen.
Zu den Stars der 1950er gehörten neben Mikan auch Dolph Schayes, Bob Pettit, Bob Cousy, Paul Arizin und Bill Sharman.

### Die 1960er-Jahre
Die 1960er gelten heute als die Jahre der Celtics-Dynastie, da die Mannschaft der Boston Celtics zwischen 1957 und 1969 insgesamt elf Meisterschaften gewann, davon acht hintereinander. Obwohl die meisten Spieler aus den Celtics-Meistermannschaften heute Mitglieder der Naismith Memorial Basketball Hall of Fame sind, verbindet man mit der Celtics-Dynastie hauptsächlich zwei Namen: den des Trainers, Red Auerbach, sowie den des Anführers und wichtigsten Spielers der Celtics, Bill Russell. Weitere wichtige Spieler der Celtics in dieser Zeit waren auch John Havlicek und Bob Cousy, der das Point-Guard-Spiel revolutionierte. Ein weiterer Star der 1960er war Centerspieler Wilt Chamberlain, der für die Philadelphia Warriors, Philadelphia 76ers und später für die Los Angeles Lakers spielte. Chamberlain gelang es als erstem und einzigem Spieler, in einem NBA-Spiel 100 Punkte zu erzielen. Weitere Stars der 60er waren Oscar Robertson, Elgin Baylor, Jerry West, Willis Reed und Wes Unseld.
In diese Zeit fiel auch die „Westerweiterung“. Die NBA hatte ihren Schwerpunkt bis dahin im Nordosten der USA. Die Lakers zogen 1960 als erstes Team von Minneapolis nach Los Angeles und waren damit das erste Team an der Westküste. 1962 zogen die Warriors von Philadelphia nach San Francisco. Die Chicago Packers wurden 1961 das neunte NBA-Team. Da diese jedoch 1963 nach Baltimore weiterzogen und Chicago ein neues NBA-Team wollte, wurden 1966 die Chicago Bulls in die NBA aufgenommen. Die NBA nahm im Zuge der Westerweiterung, zwischen 1967 und 1970, sieben weitere Mannschaften auf: die Seattle SuperSonics, San Diego Rockets, Portland Trail Blazers, Phoenix Suns, Milwaukee Bucks, Buffalo Braves und die Cleveland Cavaliers.
Nach dem Ende der Celtics-Vorherrschaft begann eine Art „Dunkle Epoche“ der NBA. Das Spielniveau sank ab, das Zuschauerinteresse ließ nach. Zum einen weil sich NCAA-Basketball 20 Jahre nach dem Bestechungsskandal längst wieder erholt hatte und sich an manchen Hochschulen anschickte, den Football zu überholen, zum anderen weil 1967 eine Konkurrenzliga namens American Basketball Association (ABA) gegründet worden war. Diese begann nach und nach Spieler aus der NBA abzuwerben, u. a. Rick Barry, damals einer der Topstars. Ebenso erlaubte sie Spielern auch ohne abgeschlossene College-Ausbildung die Teilnahme am Spielbetrieb, und so wurde 1974 mit Moses Malone dem ersten Highschool-Spieler ein Profivertrag gegeben. 1969 erhielt die NBA das heutige Logo, dem eine Silhouette von Jerry West, einem damaligen Star der Los Angeles Lakers, nachgesagt wird, was die NBA jedoch dementiert.

### Die 1970er-Jahre
Mitte der 1970er geriet die ABA jedoch in finanzielle Schwierigkeiten, was am 17. Juni 1976 zur Übernahme durch die NBA führte. Es wurden allerdings nur vier der sechs verbleibenden ABA-Teams in die NBA aufgenommen: die Nuggets, Pacers, Spurs und Nets. Die Kentucky Colonels und die Spirits of St. Louis wurden für ihren Verzicht finanziell entschädigt. Mit den 1974 aufgenommenen New Orleans Jazz, stellte die NBA bereits 22 Mannschaften. Die Fusionierung bewirkte auch, dass ABA-Stars wie Julius Erving, Moses Malone, Artis Gilmore und George Gervin nun in der NBA spielten. Ebenso wurden einige ABA-Neuerungen übernommen, beispielsweise 1979 die Dreipunktelinie (erstmals in Abe Sapersteins American Basketball League erprobt) oder der Slam Dunk Contest. Sportlich dominierte kein Team die 70er wie die Celtics das vorherige Jahrzehnt dominiert hatten. Die Celtics und Knicks errangen mit je zwei Titeln die meisten in diesem Jahrzehnt. Der Star dieser Epoche war Kareem Abdul-Jabbar, der 1969 als Lew Alcindor in die Liga gelangt war. Der Centerspieler führte 1971 die Milwaukee Bucks zum ersten NBA-Titel und gewann sechs MVP-Auszeichnungen. Mit seinem Wechsel zu den Lakers 1975 und der Verpflichtung von Magic Johnson 1979 durch die Lakers begann jedoch das Gleichgewicht zu kippen. Weitere Stars dieses Jahrzehnt waren Dave Cowens, Elvin Hayes, Pete Maravich, Bob McAdoo, Nate Archibald und Bill Walton. Die Liga kämpfte jedoch weiter mit einem Image- und Popularitätsproblem, das sich insbesondere mit dem Aufkommen neuer Drogen verschärfte.

### Die 1980er-Jahre
Die 1980er sind heute als die Jahre der Lakers-Celtics-Rivalität bekannt und verliehen der Liga einen gewaltigen Popularitätsschub in den USA. Die Hauptakteure hießen Larry Bird und Magic Johnson, die sich 1979 auch schon im Endspiel um die College-Meisterschaft der NCAA Division I Basketball Championship gegenüberstanden. Bird führte die Celtics zu drei Meisterschaften in diesem Jahrzehnt, Magic gewann mit den Lakers sogar fünf. Dreimal standen sie sich im Finale um die Meisterschaft sogar direkt gegenüber. Die Ära endete abrupt, als Magic Johnson am 7. November 1991 nach der Diagnose „HIV positiv“ zurücktrat. Ein Jahr später beendete Larry Bird seine Karriere. Zu den weiteren Stars der 1980er gehörten Isiah Thomas, Dominique Wilkins, Kevin McHale und James Worthy. Ebenso bereitete sich eine neue Generation, die in den 80ern in die NBA kam, darauf vor, die NBA zu übernehmen. Zu ihnen gehörten auch Michael Jordan und Hakeem Olajuwon.
Außerhalb dieser Rivalität wurden 1980 die Dallas Mavericks in die Liga aufgenommen. Der New Orleans Jazz zog bereits 1979 nach Salt Lake City um, wo er zum Utah Jazz wurde. Die Buffalo Braves wurden über Umzüge und Umbenennungen zu den heutigen Los Angeles Clippers. Der Umzug der Kansas City Kings 1985 nach Sacramento blieb ein Jahrzehnt lang der letzte Umzug einer Franchise. David Stern übernahm 1984 die NBA als neuer Commissioner. Die NBA hat sich unter der Regie von Stern zu einem florierenden Wirtschaftsunternehmen entwickelt. Ebenso wurde unter Stern das erhebliche Drogenproblem der Liga, das mit dem Tod von Talent Len Bias im Jahre 1986 seinen Höhepunkt fand, angegangen und durch harte Strafen und regelmäßige Kontrollen eingedämmt. Ende der 1980er kam die letzte große Erweiterung der Liga mit vier Mannschaften: den Charlotte Hornets, Miami Heat, Orlando Magic und den Minnesota Timberwolves, womit die Liga auf 27 Mannschaften wuchs.

### Die 1990er-Jahre
Mit dem Abklingen der Lakers/Celtics-Dominanz folgte eine kurze Phase in der die von Isiah Thomas geführten Detroit Pistons 1989 und 1990 zwei Meisterschaften gewinnen konnten. Danach war die Bühne frei für einen neuen Star, und Michael Jordan wurde zum neuen Superstar und Zugpferd der Liga. Jordan, der seit 1984 in der Liga spielte, gewann mit den Chicago Bulls zwischen 1991 und 1998 sechs Meisterschaften, und machte durch seine spektakuläre Spielweise die NBA in der ganzen Welt populär. Zwischenzeitlich trat Jordan jedoch vom Basketballsport zurück. In dieser Zeit waren die Bulls nicht konkurrenzfähig und die Houston Rockets mit ihrem Starspieler Hakeem Olajuwon konnten 1994 und 1995 die NBA-Meisterschaft gewinnen. 1995 wurden mit den Toronto Raptors und Vancouver Grizzlies erstmals Teams aus Kanada in die NBA aufgenommen. Ebenfalls wichtig für die NBA waren die Olympischen Sommerspiele 1992 in Barcelona, bei der erstmals professionelle Basketballspieler zugelassen wurden. Die USA schickte daraufhin eine Auswahl ihrer besten Basketballer, unter anderem Jordan, Bird und Johnson die als Dream Team souverän die Goldmedaille gewann und der NBA einen enormen Popularitätsschub einbrachte. Die 1990er brachten eine Reihe von guten Basketballern hervor. Zu ihnen gehörten neben Olajuwon und Jordan auch Jordans langjähriger Teamkollege Scottie Pippen. Weitere nennenswerte Spieler waren Karl Malone, Charles Barkley, David Robinson, Patrick Ewing, Clyde Drexler, John Stockton und Gary Payton. Jordans Rücktritt am 13. Januar 1999 hinterließ ein Vakuum, das kein Spieler der NBA füllen konnte. Die Popularität der Liga sank vor allem in den USA erneut ab. Dazu kam, dass die Gehälter der meisten Spieler ins Unermessliche wuchsen, was die Teambesitzer nun nicht mehr bezahlen wollten. Die Verhandlungen mit der National Basketball Players Association (NBPA) über einen neuen Tarifvertrag (Collective Bargaining Agreement, CBA) scheiterten, und so kam es zur Aussperrung („Lockout“), den die Besitzer als Spielerstreik darstellten.
Die Liga, ursprünglich mit elf Teams gestartet, sollte sich bis 2004 auf 30 Teams erweitern. Zum 50. Geburtstag der Liga 1996 wurde eine Wahl der 50 größten Spieler der NBA-Geschichte sowie der zehn größten Coaches der NBA-Geschichte durchgeführt. Außerdem wurde mit der Women’s National Basketball Association (WNBA) eine Frauenliga gegründet, die ihre Meisterschaft in den vier spielfreien Monaten der NBA austrägt.

### Die 2000er-Jahre
Die Lockout-Saison 1998/99 markiert den Übergang von der Jordan-Ära zur heutigen NBA. In der durch die Aussperrung verkürzten Saison gewannen die San Antonio Spurs mit Tim Duncan ihre erste Meisterschaft. Ab der Saison 1999/2000 galt Shaquille O’Neal als zentrale Figur der NBA, und auch wenn er nie Jordans Popularität erreichte, war er ihm in puncto Dominanz ebenbürtig. Ebenfalls eine wichtige Figur in dieser Zeit war das junge Talent Kobe Bryant, der zusammen mit O’Neal bei den Lakers spielte. O’Neals und Bryants Los Angeles Lakers gewannen 2000 bis 2002 drei Meisterschaften in Folge, 2003 unterlagen sie knapp dem späteren Champion San Antonio Spurs. 2004 unterlagen die favorisierten Lakers deutlich dem Ostmeister Detroit Pistons, woraufhin die Mannschaft auseinanderbrach. Im Sommer 2004 wurden mit den Charlotte Bobcats die 30. und bisher letzte Franchise in die Liga aufgenommen. Für die Saison 2004/05 galten die Kräfteverhältnisse als ausgeglichen wie schon lange nicht mehr. Am Ende setzten sich erneut die San Antonio Spurs durch und gewannen gegen die Detroit Pistons die Meisterschaft. 2006 holten die Miami Heat ihre erste Meisterschaft. Das Team um O’Neal und Dwyane Wade setzte sich im Finale gegen die Dallas Mavericks und Dirk Nowitzki durch. Nachdem 2007 die Spurs ihren dritten Titel gewinnen konnten, erfolgte eine kurze Wiederbelebung der Celtics-Lakers Dominanz aus den 80ern. Die Lakers verstärkten sich mittlerweile mit dem Spanier Pau Gasol. Die Celtics konnten sich durch geschickte Transfers einen Kern aus Kevin Garnett, Ray Allen und Paul Pierce zusammenstellen. Beide Teams trafen 2008 im Finale aufeinander, wobei sich die Celtics durchsetzen konnten. 2009 setzten sich dagegen die Lakers gegen die Orlando Magic durch und 2010 gelang den Lakers die Revanche gegen die Celtics. Die 2000er sind durch eine starke Internationalisierung der NBA geprägt. Commissioner Stern gelang die Popularisierung von Basketball in der Welt, wodurch immer mehr ausländische Spieler in die NBA wechselten, so etwa der chinesische Center Yao Ming, der französische Guard Tony Parker, der Spanier Pau Gasol, der Serbe Peja Stojakovic oder eben der deutsche Power Forward Dirk Nowitzki von den Dallas Mavericks. Dirk Nowitzki gewann beispielsweise als erster Europäer 2007 den MVP Award als bester Spieler der Saison. Dem Kanadier Steve Nash gelang es 2005 und 2006, die Auszeichnung sogar zweimal zu gewinnen. Dennoch wurde dieses Jahrzehnt von US-Amerikanern dominiert. Neben Nowitzki, Nash, Bryant, O’Neal, Garnett und Duncan sind auch Allen Iverson, Jason Kidd, Carmelo Anthony und Dwight Howard weitere nennenswerte Spieler. Außerdem schickte sich der 2003 von den Cleveland Cavaliers gedraftete LeBron James an, künftiger Jordan-Nachfolger und Anwärter auf den Titel des besten Spielers aller Zeiten (GOAT – Greatest of All Times) zu werden.
Im Jahr 2001 gründete die NBA die National Basketball Development League (NBDL), die später in die NBA Development League (D-League) umbenannt wurde und mit acht Teams startete. Seit 2017 trägt die Liga den Namen NBA G-League. Die G-League übernimmt innerhalb der NBA die Funktion einer Farmteamliga und soll vor allem weniger talentierten Spielern und Neulingen Spielpraxis verschaffen. Die Liga besteht heute aus 30 Teams, zwei davon jedoch ohne Affiliation. Langfristig soll jedes der 30 NBA-Teams ein eigenes Farmteam besitzen.

#### Umzüge innerhalb der NBA
Die 2000er waren auch durch die Umzüge der Teams geprägt, wie seit den 1980ern nicht mehr. So zogen die Charlotte Hornets 2002 nach New Orleans um und wurden 2013 zu den New Orleans Pelicans. Zwischenzeitlich spielten die New Orleans Hornets von 2005 bis 2007 auch in Oklahoma City, da ihr eigenes Stadion durch den Hurrikan Katrina stark beschädigt wurde. Die Charlotte Bobcats, die 2004 im Zuge des Hornets-Weggzuges aus Charlotte neugegründet wurden, übernahmen dafür 2014 wieder den Teamnamen der Hornets. Die Vancouver Grizzlies zogen 2001 nach sechs Jahren nach Memphis um, womit die Toronto Raptors das einzig verbliebene kanadische Team in der NBA blieben. Besonders der Wegzug und die damit verbundene Auflösung der Seattle SuperSonics wurde von Fans und Medien stark kritisiert. Die Sonics wurden im Jahr 2006 an eine Investmentgruppe aus Oklahoma verkauft, die gegen den Willen der Fans in Seattle das Team 2008 nach Oklahoma City umsiedelten und in Oklahoma City Thunder umbenannten. Die Rechte der Sonics verblieben in Seattle und sollen im Falle einer Expansion der Liga nach Seattle wieder genutzt werden.

### Die 2010er-Jahre

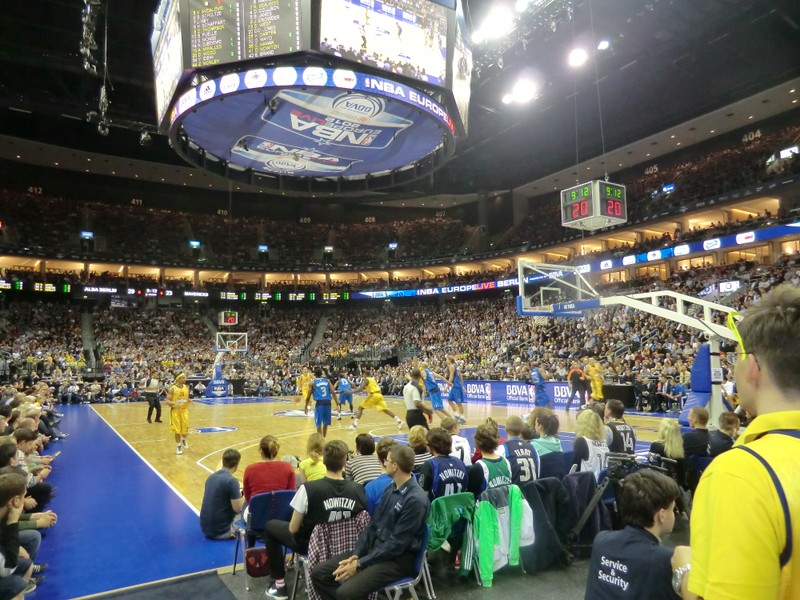
Spiel der Dallas Mavericks gegen Alba Berlin während der NBA Europe Live Tour 2012.

LeBron James gab 2010, zusammen mit Chris Bosh, seinen Wechsel zu den Miami Heat bekannt, um an der Seite von Dwyane Wade spielen zu können. Als großer Favorit erreichte man 2011 das Finale und traf auf die Dallas Mavericks, unterlag jedoch überraschend, womit die Mavericks und Nowitzki ihre erste Meisterschaft gewannen. 2011 folgte nach 1998 der zweite Lockout der NBA-Geschichte. Nachdem die ersten Spiele ausgefallen waren, einigten sich Spielergewerkschaft und NBA auf einen neuen Tarifvertrag und man spielte eine verkürzte NBA-Saison 2011/12. Die Heat erreichten erneut das Finale und setzten sich gegen die Oklahoma City Thunder um die Starspieler Kevin Durant und Russell Westbrook durch. In der Saison 2012/13 gewann James seine vierte MVP-Auszeichnung und führte die Heat gegen die San Antonio Spurs zum dritten Meistertitel. Aufgrund anhaltender Kritik von Fans wurden Schwalben (sog. Flops) ab der Saison 2012/13 mit Geldstrafen geahndet. Den Spurs gelang 2014 die Revanche über die Heat. Das Team um Tim Duncan und Kawhi Leonard setzte sich nach fünf Spielen gegen Miami durch. Daraufhin zerfielen die Heat und James kehrte zu den Cavaliers zurück. 
Anschließend begann eine Phase der weitgehenden Dominanz der Golden State Warriors mit dem Gewinn ihrer ersten Meisterschaft seit 40 Jahren mit einem Finalsieg gegen die Cavaliers. Stephen Curry stieg zum neuen Superstar der Liga auf und gewann neben dem NBA-Titel auch die MVP-Auszeichnung. Die Warriors prägten einen neuartigen Spielstil, der auf eher kleine Spieler setzt, die in zuvor unerreichter Häufigkeit Drei-Punkt-Würfe treffen. In der Saison 2015/16 brachen die Warriors zudem den Siegesrekord der Chicago Bulls aus dem Jahre 1995/96 und halten mit 73 Saisonsiegen seitdem den NBA-Rekord. Anders als die Bulls konnten die Warriors jedoch den Titel im Finale gegen die Cavaliers nicht verteidigen und verloren diese Serie, nachdem sie zwischenzeitlich mit 3:1 geführt hatten. Für Cleveland bedeutete dies hingegen die erste Meisterschaft in der Klubgeschichte und die dritte für LeBron James. Die Warriors verstärkten sich daraufhin im Sommer 2016 mit Kevin Durant von den Oklahoma City Thunder und erreichten das Finale, wo es zu einem Wiedersehen mit den Cavaliers und LeBron James kam. In dieser Serie hatten die Cavaliers den Warriors nicht viel entgegenzusetzen, womit die Warriors ihre zweite Meisterschaft in drei Jahren feierten und Durant zum MVP der Finalserie gekürt wurde. Auch im darauffolgenden Jahr kam es zu einem erneuten Aufeinandertreffen der Warriors und Cavaliers im Finale. In diesem verteidigten die Warriors den Titel souverän.
Mit dem Abgang LeBron James zu den Los Angeles Lakers, versanken die Cavaliers im Osten in die Bedeutungslosigkeit. Als neuer Favorit im Osten etablierten sich die Toronto Raptors, die sich in der Saisonpause 2018 mit Kawhi Leonard verstärkten, und die Milwaukee Bucks, die einen talentierten Kern um den Griechen Giannis Antetokounmpo stellten. Im Finale standen wie im Vorjahr erneut die Warriors und erstmals die Raptors gegenüber. Die Warriors galten gemeinhin als Favorit, mussten jedoch auf ihren Starspieler Kevin Durant verzichten. Die Toronto Raptors konnten als erstes kanadische Team die NBA-Meisterschaft erringen.

### Die 2020er Jahre
Im letzten Jahr der Dekade wurde der Spielbetrieb während der Hauptrunde durch die weltweite COVID-19-Pandemie unterbrochen. Nach einer fast fünfmonatigen Pause ging es Ende Juli 2020 weiter, allerdings unter besonderen Umständen. 22 der 30 NBA-Teams wurden in Disney World bei Orlando (Florida) untergebracht, um dort zunächst eine verkürzte Hauptrunde auszuspielen mit der die Playoff-Platzierungen sowie mögliche Play-in-Spiele ermittelt werden sollten. Danach folgten die Play-in-Turniere zwischen Acht- und Neuntplatzierten und Meisterschafts-Playoffs. Die Los Angeles Lakers gewannen ihren 17. NBA Titel gegen die Miami Heat und LeBron James wurde zum MVP der NBA Finals gewählt.
Das Play-In-Tournament wurde ab der Saison 2020/2021 als Anpassung der regulären Saison eingeführt. Ab dieser Saison waren nur noch die ersten sechs jeder Conference sicher für die Playoffs qualifiziert, der siebt- bis zehntplatzierte spielen in einem Kurzturnier die verbleibenden zwei Teilnehmer an den Playoffs aus. Dabei spielen der Siebt- und der Achtplatzierte gegeneinander, der Gewinner bekommt den siebten Seed zugesprochen, während der Verlierer dieses Duells gegen den Gewinner des Duells des Neunt- und Zehntplatzierten eine zweite Chance auf den achten Platz hat.
Die Milwaukee Bucks wurden in diesem Jahr durch einen 4:2-Seriensieg gegen die Phoenix Suns zum zweiten Mal in ihrer Geschichte NBA-Champion. Der Grieche Giannis Antetokounmpo wurde NBA Finals MVP. Im Folgejahr 2021/2022, in der der fünfundsiebzigste Geburtstag der NBA gefeiert wurde (u. a. mit einem speziellen NBA-Logo nur für diese Saison oder der Veröffentlichung der NBA 75th Anniversary Teams), sicherten sich nach drei Jahren Abstinenz von den Finals zum vierten Mal seit 2014 die Golden State Warriors den Titel. Sie gewannen mit 4:2 gegen die Boston Celtics. Der Serbe Nikola Jokic der Denver Nuggets gewann zum zweiten Mal in Folge den MVP-Award und führte seine Mannschaft ein Jahr danach zur ersten Meisterschaft der Historie. Gegner in der Finalserie waren die Miami Heat, die als erst zweites Team der Geschichte als achtplatziertes Team der regulären Saison (nach den New York Knicks, die dies in der Saison 1998/1999 vollbrachten) bis in die Finals vordringen konnten. MVP der regulären Saison wurde allerdings nicht Jokic, sondern mit dem Kameruner Joel Embiid von den Philadelphia 76ers der zweite Afrikaner der Geschichte.
Nach über sechzehn Jahren Pause, einer Finalsniederlage sowie fünf Teilnahmen an den Conference Finals in den vorherigen sieben Saisons konnten 2023/2024 die Boston Celtics mit einem 4:1-Erfolg über die Dallas Mavericks den achtzehnten Titel der Franchisegeschichte feiern und wurden damit wieder alleiniger Rekordmeister. Nikola Jokic gewann zum dritten Mal in vier Jahren den MVP-Award, wodurch im sechsten Jahr in Folge kein US-Amerikaner den MVP-Award gewann. Durch den Erfolg der Celtics gewann das sechste verschiedene Team in Folge die Meisterschaft, eine Serie, die es in der Ligageschichte vorher nur in den 1970er Jahren gab. Auch den Celtics gelang keine erfolgreiche Titelverteidigung, die nächste Meisterschaft gewannen die Oklahoma City Thunder um ihren Superstar Shai Gilgeous-Alexander, die nach einer 68:14-Siegesbilanz in der regulären Saison die NBA-Finals 2025 mit 4:3 gegen die Indiana Pacers gelangen. Der Kanadier wurde in dieser Saison sowohl zum MVP als auch zum Finals-MVP gewählt und führte die Liga als Topscorer an.

## NBA-Spielregeln
Die NBA-Spielregeln weichen traditionell in Details sowohl von den internationalen Regeln der FIBA als auch denen des College-Basketballs ab. Das betrifft sowohl geringfügige Bemaßung des Spielfeldes, als auch die Länge der Spielabschnitte und des Spiels insgesamt.

### Grundsätzliches
- Jedes NBA-Spiel ist bei einer Gesamtnettospielzeit von 48 Minuten in vier Spielvierteln à 12 Minuten aufgeteilt. Nach dem ersten und dritten Spielviertel gibt es eine zweiminütige Pause. Die Halbzeitpause nach dem zweiten Spielviertel beträgt 15 Minuten
- Gespielt wird auf einem 28,65 m (= 94 Fuß) langen und  15,24 m (= 50 Fuß) breiten Feld
- Die Freiwurflinie befindet sich in einer Entfernung von 4,191 m vom Mittelpunkt des Korbrings
- Der Halbkreis der Drei-Punkte-Linie ist frontal 7,24 Meter vom Korb entfernt, seitlich aber nur 6,70 Meter
- Seit 1891 hängen die Körbe in der NBA in einer Höhe von genau 10 Fuß (=3,048 Meter)
- Das Gewicht des Spielballs beträgt 625 Gramm bei einem Ballumfang von 75 cm
- Es treten zwei Teams à fünf Spieler gegeneinander an
- Jede Mannschaft hat neben den „Starting Five“ noch sieben Einwechselspieler
- Ein Treffer aus der Nähe des Korbes bringt zwei Punkte
- Ein Treffer, der hinter der Drei-Punkte-Linie geworfen wurde, bringt drei Punkte
- Durch einen getroffenen Freiwurf erhält das Team einen Punkt
- Freiwürfe entstehen durch Fouls des Gegners
- Ein Angriff eines Teams darf nicht länger als 24 Sekunden dauern. Diese 24-Sekunden-Uhr nennt man auch „Shot Clock“.
- Der Ball darf nur acht Sekunden lang in der eigenen Hälfte gespielt werden
- Gemäß der NBA-Schrittfehlerregel kann der Spieler zuerst einen Schritt machen und dann das Dribbling spielen
- Der Ball ist im Aus, wenn der Ball selbst oder der ballführende Spieler den Boden außerhalb des Spielfeldes berührt
- Wenn ein Spieler auf die Linie am Spielfeldrand tritt, steht er im Aus
- Ein Spieler kann den Basketball dribbeln, um sich über das Feld zu bewegen. Wenn er aufhört zu dribbeln darf er nur noch zwei Bodenkontakte haben, bevor er den Ball werfen oder passen muss
- Der Ball darf auf keinen Fall mit dem Bein, Fuß oder Knie gespielt werden. Dieses Foul nennt man Fußspiel
- Der Trainer eines NBA-Teams hat in jedem Spiel eine sogenannte „Coaches Challenge“. Wenn er diese fordert, wird eine vorangegangene Schiedsrichterentscheidung via Videobeweis überprüft
- Jedem Team stehen Auszeiten (Timeouts) zur Verfügung. Beide Mannschaften haben eine 20-Sekunden-Auszeit pro Halbzeit und sieben „Full-Timeouts“ (1 Min und 15 Sekunden) pro Spiel

### Wurfuhr
Am 30. Oktober 1954 wurde in der NBA die Wurfuhr („Shotclock“) eingeführt. Diese Regeländerung gilt als sehr wichtiges Ereignis für den Erfolg der NBA. Bis dahin gab es zahlreiche Spiele, in der die Kontrahenten aus taktischen Gründen minutenlang mit der Absicht den Ball hielten, erst wenige Sekunden vor Abpfiff des jeweiligen Spielviertels den Ball im Korb zu versenken. Fans und Medien begehrten zu Beginn der 1950er Jahre zunehmend gegen diese unattraktive Spielgestaltung auf. Danny Biasone und Leo Farris, Besitzer und General Manager der Syracuse Nationals (heute Philadelphia 76ers) entwickelten schließlich ihre Idee der Wurfuhr mit 24 Sekunden pro Spielzug.

„Ich habe mir die Boxscores von den Spielen angeschaut, die mir gefallen haben und in denen nicht rumgetrödelt wurde. Mir fiel auf, dass Teams ungefähr 60 Würfe pro Spiel nahmen. Das bedeutet 120 Würfe pro Spiel. Also habe ich 2.880 Sekunden genommen (48 Minuten) und das durch 120 geteilt. Das Resultat war 24 Sekunden pro Wurf.“

### Foulregeln
- Persönliche Foul (unerlaubter Kontakt durch einen Offensiv- oder Defensivspieler)
- Technisches Foul (technische Fehler oder unangebrachtes Verhalten)
- Unsportliches Foul (unnötig harter Kontakt)
- Disqualifizierendes Foul (Tätlichkeiten oder Beleidigungen)
- Ein Spieler wird in der NBA vom Spiel ausgeschlossen, wenn er sechs gewöhnliche Fouls, zwei unsportliche oder technische Fouls oder ein disqualifizierendes Foul begangen hat

### Offizieller Spielball
Die NBA benutzt traditionell einen Ball aus Leder, 2006 wurde ein Synthetischer Ball eingeführt, aber unter anderem wegen Protesten der Spieler wurde zeitnah zurück zum Leder gewechselt.

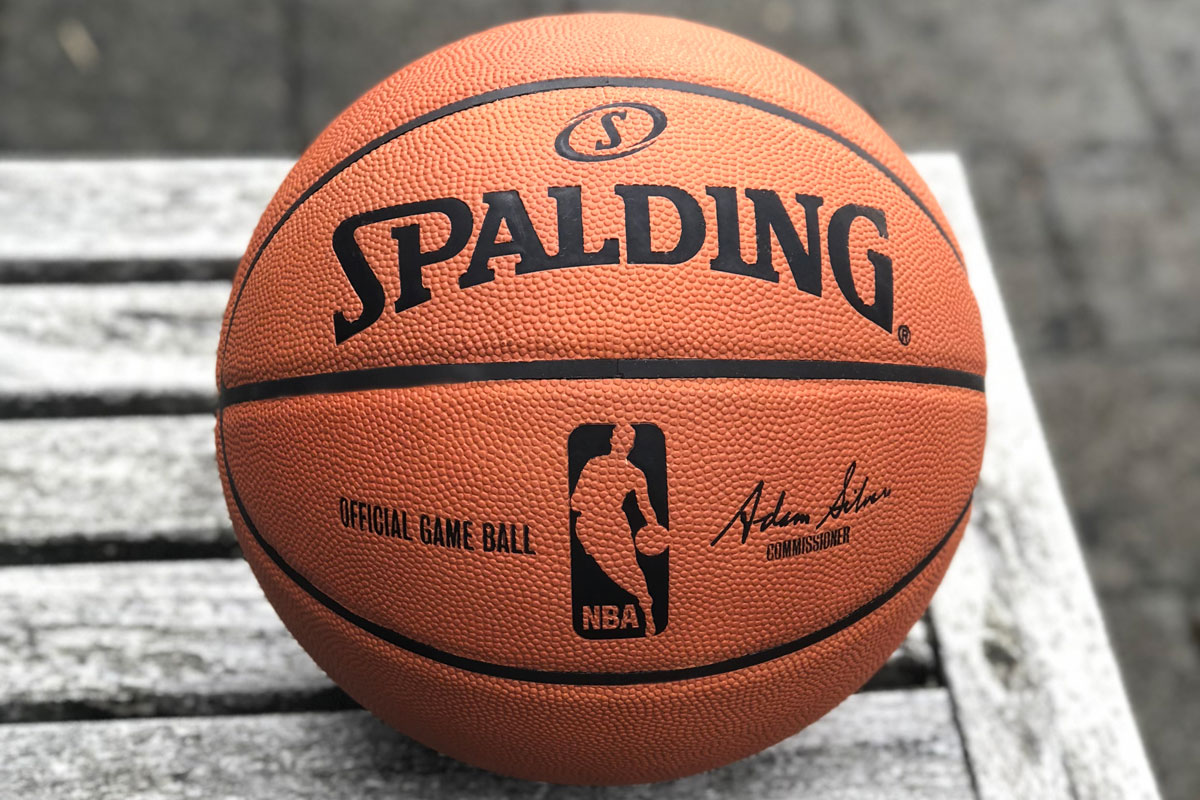
Offizieller Spielball (2017)

Von 1946 bis 1983 stellte der Sportartikelhersteller Wilson den offiziellen Spielball der NBA bzw. der Vorgängerliga BAA. Es folgte der Hersteller Spalding als offizieller Ausrüster. Seit der Saison 2021/22 spielt die Liga nach 38 Jahren wieder mit den 625 Gramm schweren Bällen von Wilson.

## Teams und Gliederung
Die NBA ist in Western Conference und Eastern Conference unterteilt. Die beiden Conferences sind wiederum in je drei Divisions gegliedert.
In einer Hauptrunde (Regular Season) werden die Teilnehmer der Playoffs für beide Conferences getrennt bestimmt. Die Divisions haben seit 2016 nur noch geringe Bedeutung für die Bestimmung des Spielplans, Divisionsieger ziehen seit 2016 nicht mehr automatisch – wie etwa in MLB und NFL – in die Playoffs ein, so verpassten zuletzt 2024/25 die Southeast-Division-Sieger Orlando Magic die direkte Qualifikation für die Playoffs und mussten am Play-in tournament teilnehmen.
Es spielt jedes Team je viermal gegen die vier restlichen Mannschaften der eigenen Division (16 Spiele), je drei- bis viermal gegen die zehn Mannschaften aus den beiden anderen Divisionen der eigenen Conference (36 Spiele) und je zweimal gegen die fünfzehn Mannschaften aus der anderen Conference (30 Spiele). Jedes Team bestreitet somit vor den Play-offs in der Regel 82 Spiele. Für gewonnene Spiele gibt es jedoch keine Punkte, es zählt der Siegdurchschnitt gemessen an der Gesamtzahl der bestrittenen Spiele. Ein Unentschieden wird durch Spielverlängerung entschieden. Das punktbeste Team wird seit der Saison 2022/23 mit der Maurice Podoloff-Trophäe ausgezeichnet.
Seit der Saison 2023/24 gibt es ein Turnier innerhalb der regulären Saison. Innerhalb der ersten sechs Wochen tritt jedes Franchise im Rahmen der Saisonspiele in sechs Intra-Conference-Gruppen, die nicht unbedingt den Divisionen entsprechen müssen, aber auf dem Vorjahresabschneiden beruhen, gegen vier Teams in zwei Heim- und Auswärtsspielen an. Die sechs Sieger sowie zwei Wild-Card–Teams spielen weiterhin im Rahmen der Saisonspiele ein einfaches Ausscheidungsturnier aus. Halbfinale und Finale finden an einem neutralen Ort statt und lediglich das Finale zählt als zusätzliches Spiel außerhalb der Saison-Pflichtspiele. Jeder Spieler des Turniersiegers erhält 500.000 US-Dollar. Für November 2023 ist die erste Ausspielung jeweils freitags und dienstags vorgesehen. Das Finale soll erstmals am 9. Dezember 2023 in der T-Mobile Arena bei Las Vegas ausgetragen werden.
Anhand der nach Conferences getrennten Tabellen der Hauptrunde werden die Play-offs ermittelt, in denen die besten acht Mannschaften beider Conferences (Western & Eastern) in einem K.-o.-System nach Best-of-Seven-Modus gemäß einer S-Kurve bzw. einem Bustrophedon (der Erste gegen den Achten der Conference, der Zweite gegen den Siebten usw.) gegeneinander antreten. Bis 2015 waren die drei Divisionssieger und der beste Zweite dabei entsprechend ihrer Bilanz an eins bis vier gesetzt, die restlichen vier besten Teams der Conference nahmen die Plätze fünf bis acht ein. Seit der Saison 2015/16 ist für die Platzierung in den Play-off-Paarungen innerhalb der Conference nur noch der Gesamtsiegesquotient entscheidend und nicht mehr die Meisterschaft in der Division. Nach den Erfahrungen des Play-In-Turniers der 2020 NBA Bubble wurde ein ähnliches Turnier nach dem Page-McIntyre-System etabliert, in dem das siebtplatzierte Team gegen das achtplatzierte und das neuntplatzierte Team gegen das zehntplatzierte in einem einfachen Ausscheidungsspiel beim besserplatzierten Team antritt. Der Sieger des ersten Spiels nimmt den siebten Setzrang ein, der Verlierer des ersten Spiels und der Sieger des zweiten Spiels kämpfen in einem weiteren einfachen Ausscheidungsspiel um den achten Setzrang. Diese Spiele gehen nicht in die Play-off-Statistik ein. Dieses Play-In-Turnier soll Tanking verhindern – also absichtliches Verlieren für eine vorteilhaftere Verteilung der Lose für die NBA-Draft-Lotterie. Der niedrigste Setzrang eines NBA-Meisters war in der Saison 1994/95 der sechste Seed, der durch die Houston Rockets belegt wurde.
In drei Play-off-Runden wird dann nach dem Modus Best-of-Seven der Ost- bzw. West-Meister gekürt. Die Trophäen tragen seit der Saison 2021/22 für den Eastern Conference Champion den Namen Bob Cousy Trophy und für den Western Conference Champion Oscar Robertson Trophy. Beide Conference-Sieger spielen abschließend in den NBA-Finals, die ebenfalls nach dem Modus best of seven ausgetragen werden, um die Larry O’Brien Championship Trophy.
Die NBA schüttet aus einem Play-off-Pool Geld an die Spieler je nach Abschneiden ihres Teams in der regulären Saison aus. Zunächst für das punktbeste Team, den Gewinner der Maurice Podoloff-Trophäe, und dann in der Höhe gestaffelt je nach Platzierung an die zwölf Teams der ersten sechs Setzränge. Darüber hinaus gibt es Prämien für jede einzelne Play-off-Runde sowie die Meisterschaft. In der Saison 2023/24 wurden so ungefähr 33,7 Millionen US-Dollar verteilt.
Seit 2004 besteht die NBA aus 30 Teams. Das jüngste Franchise sind die Charlotte Hornets, die bereits von 1988 bis 2002 in der NBA gespielt hatten und zur Saison 2004/05 unter dem Namen Charlotte Bobcats wiedergegründet wurden. Die ältesten Teams der NBA und gleichzeitig einzigen Franchises, die seit der Erstaustragung der Liga in der Saison 1946/47 existieren, sind die Boston Celtics, die New York Knicks und die Golden State Warriors (ehemals Philadelphia Warriors).
29 der 30 Teams sind in den Vereinigten Staaten beheimatet, mit den Toronto Raptors kommt lediglich eine Mannschaft aus Kanada. Der US-Bundesstaat mit den meisten NBA-Teams ist Kalifornien. New York City und Los Angeles sind die einzigen Städte, aus denen mehr als ein NBA-Team kommen. Die Knicks sind im New Yorker Stadtbezirk Manhattan beheimatet, während die Brooklyn Nets im Barclays Center in Brooklyn spielen. Die Lakers spielen in Downtown Los Angeles, während die Clippers seit 2024 nicht mehr in der Stadt Los Angeles spielen, sondern im Intuit Dome in Vorort Inglewood.
| Division           | Team                   | Stadt/Region       | Spielstätte              | Gegründet          | der NBA beigetreten | Cheftrainer        | Besitzer |
| Eastern Conference | Eastern Conference     | Eastern Conference | Eastern Conference       | Eastern Conference | Eastern Conference  | Eastern Conference | Eastern Conference                                                                                              |
| ------------------ | ---------------------- | ------------------ | ------------------------ | ------------------ | ------------------- | ------------------ | --- |
| Atlantic           | Boston Celtics         | Boston, MA         | TD Garden                | 1946               | 1946                | Joe Mazzulla       | Wycliffe Grousbeck, Irving Grousbeck, Stephen Pagliuca, Robert Epstein                                          |
| Atlantic           | Brooklyn Nets          | New York City, NY  | Barclays Center          | 1967               | 1976                | Jacque Vaughn      | Joseph Tsai |
| Atlantic           | New York Knicks        | New York City, NY  | Madison Square Garden    | 1946               | 1946                | Mike Brown         | Madison Square Garden Sports                                                                                    |
| Atlantic           | Philadelphia 76ers     | Philadelphia, PA   | Wells Fargo Center       | 1946               | 1949                | Nick Nurse         | Joshua Harris, David Blitzer, Adam Aron, Jason Levien, Art Wrubel, Erick Thohir, Will Smith, Jada Pinkett Smith |
| Atlantic           | Toronto Raptors        | Toronto, ON        | Scotiabank Arena         | 1995               | 1995                | Darko Rajaković    | Bell Canada, Rogers Communications, Larry Tanenbaum                                                             |
| Central            | Chicago Bulls          | Chicago, IL        | United Center            | 1966               | 1966                | Billy Donovan      | Jerry Reinsdorf                                                                                                 |
| Central            | Cleveland Cavaliers    | Cleveland, OH      | Rocket Arena             | 1970               | 1970                | Kenny Atkinson     | Dan Gilbert |
| Central            | Detroit Pistons        | Detroit, MI        | Little Caesars Arena     | 1941               | 1948                | J.B. Bickerstaff   | Tom Gores |
| Central            | Indiana Pacers         | Indianapolis, IN   | Gainbridge Fieldhouse    | 1967               | 1976                | Rick Carlisle      | Herb Simon, Stephen Howard Simon                                                                                |
| Central            | Milwaukee Bucks        | Milwaukee, WI      | Fiserv Forum             | 1968               | 1968                | Glenn "Doc" Rivers | Wesley Edens, Jimmy und Dee Haslam, Jamie Dinan, Junior Bridgeman                                               |
| Southeast          | Atlanta Hawks          | Atlanta, GA        | State Farm Arena         | 1946               | 1949                | Quin Snyder        | Tony Ressler |
| Southeast          | Charlotte Hornets      | Charlotte, NC      | Spectrum Center          | 2004               | 2004                | Steve Clifford     | Michael Jordan                                                                                                  |
| Southeast          | Miami Heat             | Miami, FL          | Kaseya Center            | 1988               | 1988                | Erik Spoelstra     | Micky Arison |
| Southeast          | Orlando Magic          | Orlando, FL        | Kia Center               | 1989               | 1989                | Jamahl Mosley      | DeVos-Familie                                                                                                   |
| Southeast          | Washington Wizards     | Washington, D.C.   | Capital One Arena        | 1961               | 1961                | Wes Unseld, Jr.    | Ted Leonsis |
| Western Conference |                        |                    |                          |                    |                     |                    | |
| Northwest          | Denver Nuggets         | Denver, CO         | Ball Arena               | 1967               | 1976                | David Adelman      | Stan Kroenke |
| Northwest          | Minnesota Timberwolves | Minneapolis, MN    | Target Center            | 1989               | 1989                | Chris Finch        | Glen Taylor, Marc Lore, Alex Rodríguez                                                                          |
| Northwest          | Oklahoma City Thunder  | Oklahoma City, OK  | Paycom Center            | 1967               | 1967                | Mark Daigneault    | Clayton Bennett, George Kaiser, Aubrey McClendon Estate                                                         |
| Northwest          | Portland Trail Blazers | Portland, OR       | Moda Center              | 1970               | 1970                | Chauncey Billups   | Jody Allen, Paul Allen Estate                                                                                   |
| Northwest          | Utah Jazz              | Salt Lake City, UT | Delta Center             | 1974               | 1974                | Will Hardy         | Ryan Smith & Ashley Smith                                                                                       |
| Pacific            | Golden State Warriors  | San Francisco, CA  | Chase Center             | 1946               | 1946                | Steve Kerr         | Peter Guber, Joe Lacob                                                                                          |
| Pacific            | Los Angeles Clippers   | Inglewood, CA      | Intuit Dome              | 1970               | 1970                | Tyronn Lue         | Steve Ballmer                                                                                                   |
| Pacific            | Los Angeles Lakers     | Los Angeles, CA    | Crypto.com Arena         | 1946               | 1948                | J.J. Redick        | Jerry Buss Family Trusts, Mark Walter, Todd Boehly                                                              |
| Pacific            | Phoenix Suns           | Phoenix, AZ        | Footprint Center         | 1968               | 1968                | Mike Budenholzer   | Robert Sarver                                                                                                   |
| Pacific            | Sacramento Kings       | Sacramento, CA     | Golden 1 Center          | 1945               | 1948                | Doug Christie      | Vivek Ranadivé (Mehrheitseigner), Raj Bhathal, Mark Mastrov, Chris Kelly, Jacobs-Familie, Shaquille O’Neal      |
| Southwest          | Dallas Mavericks       | Dallas, TX         | American Airlines Center | 1980               | 1980                | Jason Kidd         | Mark Cuban |
| Southwest          | Houston Rockets        | Houston, TX        | Toyota Center            | 1967               | 1967                | Ime Udoka          | Tilman Fertitta                                                                                                 |
| Southwest          | Memphis Grizzlies      | Memphis, TN        | FedExForum               | 1995               | 1995                | Taylor Jenkins     | Robert Pera |
| Southwest          | New Orleans Pelicans   | New Orleans, LA    | Smoothie King Center     | 1988               | 1988                | Willie Green       | Gayle Benson |
| Southwest          | San Antonio Spurs      | San Antonio, TX    | Frost Bank Center        | 1967               | 1976                | Gregg Popovich     | Peter M. Holt Familie, Sixth Street Partners                                                                    |

## Zuschauer
Die Spielstätten der NBA-Clubs fassen zwischen 17.500 und 22.000 Zuschauer (Sitzplätze). Drei Clubs kamen in der Hauptrunde 2015/16 im Schnitt auf mehr als 20.000 Zuschauer. Die Chicago Bulls (21.820), die Cleveland Cavaliers (20.562) und die Dallas Mavericks (20.143) stehen an der Spitze der Liste. Die zuschauerschwächsten Franchises der NBA sind die Philadelphia 76ers (14.881), Minnesota Timberwolves (14.175), und die Denver Nuggets, die auf 14.095 Zuschauer pro Spiel kamen. Der Gesamtschnitt der Liga 2015/16 lag bei 17.831 Zuschauern pro Spiel.

## Liste der NBA-Meister
| Rang | Team                                      | Division  | Titel |
| ---- | ----------------------------------------- | --------- | ----- |
| 1    | Boston Celtics                            | Atlantic  | 18    |
| 2    | Minneapolis/Los Angeles Lakers            | Pacific   | 17    |
| 3    | Philadelphia/Golden State Warriors        | Pacific   | 7     |
| 4    | Chicago Bulls                             | Central   | 6     |
| 5    | San Antonio Spurs                         | Southwest | 5     |
| 6    | Syracuse Nationals/Philadelphia 76ers     | Atlantic  | 3     |
| 6    | Detroit Pistons                           | Central   | 3     |
| 6    | Miami Heat                                | Southeast | 3     |
| 9    | New York Knicks                           | Atlantic  | 2     |
| 9    | Houston Rockets                           | Southwest | 2     |
| 9    | Milwaukee Bucks                           | Central   | 2     |
| 9    | Seattle SuperSonics/Oklahoma City Thunder | Northwest | 2     |
| 13   | Baltimore Bullets                         | Western   | 1     |
| 13   | Rochester Royals                          | Pacific   | 1     |
| 13   | St. Louis Hawks                           | Southeast | 1     |
| 13   | Portland Trail Blazers                    | Northwest | 1     |
| 13   | Washington Bullets                        | Southeast | 1     |
| 13   | Dallas Mavericks                          | Southwest | 1     |
| 13   | Cleveland Cavaliers                       | Central   | 1     |
| 13   | Toronto Raptors                           | Atlantic  | 1     |
| 13   | Denver Nuggets                            | Northwest | 1     |

## Ausländische Spieler der NBA
Nach Pionieren wie Vlade Divac (Serbien) und Dražen Petrović (Kroatien), die Ende der 1980er Jahre in die NBA wechselten, sind immer mehr internationale Spieler aus anderen Teilen der Welt direkt in eine Hauptrolle in der NBA gewechselt. Die Saison 2023/24 wurde mit 125 ausländischen Spielern aus 40 Ländern und Territorien begonnen, so vielen wie nie, mit Kanadiern (26) und Franzosen (14) an der Spitze. Jedes Franchise hatte wenigstens einen internationalen Spieler unter Vertrag.
Eine Auswahl ausländischer NBA-Spieler, die bedeutende Ehrungen erfuhren oder anderweitig als Pioniere bekannt wurden, ist:
- Dražen Petrović, Kroatien – 2002 Aufnahme in die Naismith Memorial Basketball Hall of Fame, viermaliger Euroscar-Sieger, zweimaliger Mr. Europa-Sieger, MVP der FIBA-Weltmeisterschaft 1986 und EuroBasket 1989, zweimaliger Olympiasilbermedaillengewinner, Weltmeister, Europameister, 50 Greatest EuroLeague Contributors;

- Vlade Divac, Serbien – 2019 Aufnahme in die Naismith Memorial Basketball Hall of Fame, zweifacher olympischer Silbermedaillengewinner, 2001 NBA All-Star, zweifacher Weltmeister, dreifacher Europameister, 1989 Europameister, 50 Greatest EuroLeague Contributors;

- Šarūnas Marčiulionis, Litauen – 2014 Aufnahme in die Naismith Memorial Basketball Hall of Fame. Erster Spieler aus der Sowjetunion und einer der ersten Europäer, der einen Vertrag mit einem NBA-Club unterschrieb und fest in der Liga spielte;

- Toni Kukoč, Kroatien – 2021 Aufnahme in die Naismith Memorial Basketball Hall of Fame, dreifacher NBA-Champion mit Chicago Bulls (1996, 1997, 1998), Gewinner des Sixth Man Award 1996 und 2008 als einer der 50 größten Teilnehmer der EuroLeague ausgezeichnet;

- Arvydas Sabonis, Litauen – 2011 Aufnahme in die Naismith Memorial Basketball Hall of Fame, fünfmaliger Euroscar-Gewinner, zweimaliger Mr. Europa-Gewinner, Olympiasieger 1988 mit der Sowjetunion und Bronzemedaillengewinner 1992 und 1996 mit Litauen, 1996 NBA All-Rookie First Team, 50 Greatest EuroLeague Contributors.

- Peja Stojaković, Serbien – NBA-Champion mit Dallas Mavericks (2011), MVP der EuroBasket 2001, Mitglied des All-Turnier-Teams bei der FIBA-Weltmeisterschaft 2002, Euroscar-Sieger 2001, zweifacher Mr. Europa-Sieger, zweifacher NBA-Tri-Point-Shootout-Champion, dreifacher NBA-All-Star;

- Dirk Nowitzki, Deutschland – 2023 erster Deutscher in der Naismith Memorial Basketball Hall of Fame, NBA-Champion mit Dallas Mavericks (2011), MVP der FIBA-Weltmeisterschaft 2002 und der EuroBasket 2005, Mitglied des All-Turnier-Teams der FIBA-Weltmeisterschaft 2002, sechsmaliger Euroscar-Sieger, 2005 Herr Europa, zweifacher FIBA-Europa-Spieler des Jahres, 2007 NBA-MVP, 2011 Bill Russell NBA-Finale Player Award, 3-Punkte-Shootout-Champion 2006 und 14-facher NBA All-Star;

- Hedo Türkoğlu, Türkei – 2008 Most Improved Player Award Gewinner, Mitglied des Turnierteams der FIBA-Weltmeisterschaft 2010;

- Pau Gasol, Spanien – 2022 Aufnahme in die Naismith Hall of Fame, zweimaliger NBA-Champion mit Los Angeles Lakers (2009 und 2010), sechsmaliger NBA All-Star, 2002 NBA Rookie of the Year, zweimal Mr. Europa, 2006 FIBA World Championship MVP, viermal Euroscar, zweimal FIBA Europe Player of the Year, MVP der EuroBasket 2009 und EuroBasket 2015, Gewinner des NBA C Staatsbürgerschaftspreis im Jahr 2012;

- Andrei Kirilenko, Russland – 2004 NBA All-Star, MVP der EuroBasket 2007, 2007 FIBA Europa-Spieler des Jahres;

- Tony Parker, Frankreich – 2022 Aufnahme in die Hall of Fame, viermaliger NBA-Champion mit den San Antonio Spurs, 2007 NBA Finals MVP, sechsmaliger NBA All-Star und Euroscar-Sieger 2007;

- Manu Ginóbili, Argentinien – 2022 Aufnahme in die Naismith Hall of Fame, viermaliger NBA-Champion mit San Antonio Spurs, Sechs-Mann-Preisträger 2008, zweimaliger NBA-All-Star, 50 beste EuroLeague-Mitwirkende, Olympiasieger 2004 mit Argentinien;

- Yao Ming, China – 2016 Aufnahme in die Naismith Memorial Basketball Hall of Fame, erste Wahl im NBA Draft 2002 und achtmaliger NBA All-Star;

- Leandro Barbosa, Brasilien – NBA-Champion mit Golden State Warriors (2015), Gewinner des NBA Sixth Man of the Year Award 2007;

- Andrea Bargnani, Italien – Erster Pick im NBA Draft 2006 von den Toronto Raptors;

- Giannis Antetokounmpo, Griechenland – NBA-Champion mit den Milwaukee Bucks (2021), 2021 NBA Finals MVP, zweimaliger NBA MVP, 2020 NBA Defensive Player of the Year, 2017 Most Improved Player, siebenmaliger NBA All-Star.

- Nikola Jokić, Serbien – NBA-Champion mit den Denver Nuggets (2023), 2023 NBA Finals MVP, 2021, 2022 und 2024 NBA MVP, fünffacher NBA All-Star, 2016 NBA All-Rookie First Team, olympischer Silbermedaillengewinner.

- Luka Dončić, Slowenien – 2019 NBA Rookie des Jahres, fünfmaliger NBA All-Star und All-NBA-Mitglied, Europameister 2017

## NBA All-Star Game
Das NBA All-Star Game ist ein großes, jährlich im Februar ausgetragenes Sportereignis in den Vereinigten Staaten. Dabei treten seit 1951 ausgewählte Spieler der Eastern Conference und der Western Conference gegeneinander an. Nach Siegen führt der Osten mit 37:29 Siegen.
2018 wurde der Modus geändert. Ein Pool aus All-Stars wird gebildet und die beiden Spieler mit den meisten Stimmen wählen aus diesem Pool als Teamkapitäne ihre Mitspieler aus.
2020 wurde das All-Star-Game dem verstorbenen Basketballstar Kobe Bryant, der am 26. Januar 2020 bei einem Helikopterabsturz ums Leben kam, gewidmet. Bei diesem All-Star-Game wurden die ersten drei Viertel separat gewertet. Zu Beginn des vierten Viertels wurde die Spieluhr ausgeschaltet und die endgültige Punktzahl „24“, Kobe Bryant zu Ehren, für den Sieg festgelegt. Team LeBron erreichte zuerst die 24 Punkte, die auf die Gesamtpunktzahl der letzten drei Vierteln addiert wurden und gewann dadurch mit seinem Team das Spiel.

## NBA Europe Tour
Die NBA Europe Live Tour ist eine Serie von Basketball-Freundschaftsspielen, bei der mehrere Mannschaften aus der NBA im Rahmen ihrer Saisonvorbereitung in Europa trainieren und gegeneinander sowie gegen europäische Spitzenmannschaften antreten. Die Spielserie fand erstmals 2006 statt und dient der NBA zum „Austesten“ des Zuschauerinteresses an NBA-Basketball in Europa. Sie gehört zum Plan des NBA-Commissioners David Stern einer Expansion der NBA nach Europa.
Bereits seit 1988 absolvieren NBA-Teams Freundschaftsspiele in Europa. Als Vorgänger der Europe Live Tour kann hierbei die Spielserie McDonalds Open gelten.

## Individuelle Auszeichnungen
Die NBA vergibt nach jeder Saison eine Reihe von Auszeichnungen an einzelne Spieler. Die älteste ist die Nominierung zum All-NBA Team, eine Auswahl der besten zehn (seit 1988/89: der besten 15) Spieler der NBA. Diese Auswahl ist in zwei (seit 1988/89: drei) All-League Teams unterteilt und wird seit der ersten NBA- bzw. BAA-Saison 1946/47 von Sportjournalisten gewählt.
1962/63 wurde analog zum All-NBA-Team eine Wahl zum NBA All-Rookie Team unter den Head Coaches der Liga eingeführt. Seit 1988/89 werden insgesamt zwei Teams geehrt.
Um auch die besten Verteidiger der Liga zu würdigen, wurde 1968/69 die Wahl zum NBA All-Defensive Team eingeführt. Genau wie beim All-NBA-Team werden dabei die zehn besten Verteidiger zu je zwei All-Defensive Teams zusammengestellt. Die Auswahl nehmen wie auch beim All-Rookie Team seit 2013/14 Journalisten an Stelle der Head Coaches vor.
Eine Art Auszeichnung können auch die Fans verleihen, indem sie per Abstimmung die fünf besten Spieler jeder Conference für das NBA All-Star Game nominieren. Die Auswahl nehmen momentan sowohl Fans als auch Spieler und Journalisten vor, in den Anfängen der Liga waren es ausschließlich die Cheftrainer, die auch weiterhin exklusiv die Reservespieler bestimmen. 1953 wurde der All-Star Game Most Valuable Player Award eingeführt und die All-Star-MVPs von 1951 und 1952 rückwirkend gewählt. Nach Kobe Bryants Tod im Januar 2020 wurde der Preis im Februar desselben Jahres nach seinem viermaligen Träger benannt.
Daneben wählen die Fans online und in den sozialen Medien die NBA Fan Favorites in den Kategorien Assist, Block, Dunk, Handle, Photo und Style of the Year.
Noch vor der Einführung des MVP wurde eine Auszeichnung an den besten Neuling der Liga vergeben, den sogenannten Rookie of the Year. Seit der Saison 1952/53 gibt es den NBA Rookie of the Year Award, dessen Trophäe bis zur Saison 2021/22 nach Eddie Gottlieb, einem Gründungsmitglied der NBA und Teambesitzer der Warriors, benannt war. Nach einem Rebranding der meisten individuellen Preise in der Saison 2022/23 wird seitdem die Wilt Chamberlain-Trophäe verliehen. Wilt Chamberlain brach nahezu jeden NBA-Rekord und gewann in seiner ersten Saison sowohl den MVP- als auch den Rookie of the Year-Preis. Zwischen 1947 und 1952 war der Titel nur inoffiziell vergeben worden.
Zur Saison 1955/56 führte man eine Auszeichnung für den wertvollsten Spieler (englisch: Most Valuable Player, kurz: MVP) ein. Die dazugehörige Trophäe war bis zum 75. Jubiläum der Liga 2021/22 nach Maurice Podoloff, dem ersten Liga-Präsidenten, benannt. Seitdem wird die Michael Jordan-Trophäe verliehen. Bis 1980 war der MVP von den NBA-Profis gewählt worden, was dazu führte, dass unbeliebte Spieler wie Rick Barry die Auszeichnung nie gewannen, auch wenn sie sie verdient gehabt hätten. Seit der Saison 1980/81 wird auch die MVP-Auszeichnung von einer Jury aus Sportjournalisten vergeben.
Bei den NBA-Finals 1969 wurde erstmals eine Auszeichnung für den besten Spieler der Finalserie vergeben, den sogenannten Finals MVP. Jerry West war in jenem Jahr der erste und einzige Spieler, der die Auszeichnung gewann, obwohl er aus der Verlierermannschaft kam. Bis heute ist es ungeschriebenes Gesetz, dass der Finals-MVP nur aus der Siegermannschaft kommen kann. Seit 2008/09 ist der Preis nach dem elfmaligen Meister Bill Russell benannt.
In der Saison 1982/83 kamen gleich zwei Neuerungen hinzu: Zum einen wurde zusätzlich zum All-Defensive-Team auch ein Defensive Player of the Year gewählt, zum anderen wurde der Sixth Man of the Year Award, eine Auszeichnung für den wertvollsten Bankspieler bzw. den vielseitigsten Basketballer, geschaffen. Seit 2022/23 werden die Preise mit der Hakeem Olajuwon- und der John Havlicek-Trophäe belohnt.
Zwischen 1983/84 und 2001/02 wurde der IBM Award verliehen für den Spieler mit den besten statistischen Durchschnittswerten.
Seit 1985/86 wird außerdem der Spieler ausgezeichnet, der sich im Vergleich zur vorherigen Spielzeit am meisten verbessert hat (Most Improved Player Award, kurz: MIP). Dieser Preis ist nun George Mikan gewidmet.
1995/96 wurde der NBA Sportsmanship Award, der mit der Joe-Dumars-Trophäe belohnt wird, für Fairness und ethisch überzeugendes Verhalten geschaffen, der seit 2002/03 von den NBA-Spielern vergeben wird.
Seit 2013 gibt es den Twyman-Stokes Teammate of the Year Award, der selbstloses Spiel, vorbildliches Verhalten als Mentor auf und abseits des Spielfeldes, sowie Engagement für und Hingabe an das Team auszeichnen soll. Die Wahl nehmen die Spieler nach Nominierungen durch ein Gremium vor.
Noch jung ist der Sager Strong Award, der Pionieren gewidmet ist, die Mut, Zuversicht, Mitgefühl und Toleranz verkörpern. Er ist nach dem Spielfeld-Reporter Craig Sager benannt und wird in Form einer papageienartigen Anzugjacke verliehen, wie sie Sager selbst getragen hat. Der Preis wurde wie auch der NBA Lifetime Achievement Award zwischen 2016/17 und 2018/19 verliehen.
In derselben Saison wurde auch der NBA Hustle Award geschaffen, der in jener Saison erstmalig aufgezeichnete statistische Werte für außerordentlichen Spieleinsatz belohnte, in den Kategorien Screens, das Nachsetzen hinter verlorenen Bällen, Ballablenkungen, die Annahme von Offensivfouls, Blockversuche und Box-outs.
Am 13. Mai 2021, nach einem Jahr weitreichender Proteste in NBA und Gesellschaft gegen systemischen Rassismus und rassistische Polizeigewalt, gab die NBA die Einführung des Kareem Abdul-Jabbar Social Justice Champion Awards bekannt, der Spieler für das Streben nach gesellschaftlicher Gerechtigkeit und die Aufrechterhaltung des jahrzehntelangen Wertesystems der NBA in Bezug auf Gleichheit, Respekt und Inklusion auszeichnen soll. Kareem Abdul-Jabbar hat selbst stets soziale Gerechtigkeit verlangt und angestoßen und in inspirierender Weise über Ungerechtigkeit reflektiert. Er stand dem Gremium vor, das fünf Finalisten auswählte. 200.000 US-Dollar für politische und wohltätige Organisationen werden unter den fünf Finalisten ausgeschüttet. Erster Preisträger war Carmelo Anthony.
Für die Saison 2021/22 wurden zusammen mit neuen Widmungen für die Meistertrophäen der beiden Conferences (Bob Cousy und Oscar Robertson) sowie neugeschaffenen Divisionstrophäen auch Finals-MVP-Awards für die Eastern- und Western-Conference-Finals angekündigt. Der Eastern Conference Finals MVP erhält die Larry Bird Trophy und der Western Conference Finals MVP die Earvin „Magic“ Johnson Trophy.
2022/23 wurden die meisten NBA-Preise und -Trophäen umgewidmet und neu gestaltet. Die Maurice Podoloff-Trophäe wird seitdem an das punktbeste Team der regulären Saison verliehen und ein neuer Preis für den nervenstärksten Spieler in der Endphase des Spiels eingeführt, der Clutch Player of the Year Award. Mit der dazugehörigen Trophäe wird das „NBA-Logo“, Jerry West bzw. Mr. Clutch, geehrt.
Neben den Spielern werden seit 1962/63 auch Trainer mit dem NBA Coach of the Year Award belohnt, dessen Trophäe nach Red Auerbach benannt ist. Die National Basketball Coaches Association (NBCA), die die Wahl durch ein Gremium von Medienvertretern durchführen lässt, vergibt selbst seit 2016/17 einen NBCA Coach of the Year Award, für einen Trainer der von den Head Coaches der Liga gewählt wird. Außerdem verleiht der Verband seit 2008/09 den Chuck Daly Lifetime Achievement Award an Coaches.
Seit 1972/73 werden ebenso die Funktionäre mit dem NBA Executive of the Year Award ausgezeichnet. Die Auswahl nehmen die Funktionäre selbst vor.
Im Rahmen des NBA Cares-Programms wird seit 2001/02 monatlich der Community Assist Award verliehen, der mit der David-Robinson-Plakette belohnt wird. Seit 2008/09 gibt es ab und zu auch Preisträger der Saisonvorbereitung (2008/09, 2009/10, 2017/18, 2018/19, 2019/20, 2020/21) und seit 2011/12 jährlich exklusive Saison-Preisträger, die mit dem Bob Lanier Community Assist Award ausgezeichnet werden. Der Community Assist Award wird durch Fans und ein NBA-Gremium vergeben. Der bedeutendste Preis der NBA für wohltätige Leistungen ist aber der seit 1974/75 von der Pro Basketball Writers Association (PBWA) verliehene J. Walter Kennedy Citizenship Award.
In Saison 2023/24 wurde im mit der Spielergewerkschaft National Basketball Players Association (NBPA) vereinbarten neuen Collective Bargaining Agreement (CBA) für die wichtigsten Jahresend-Preise eine Mindestanzahl an Spielen vereinbart. Zur Qualifikation für MVP, Defensive Player of the Year, Most Improved Player Award, die NBA-Auswahl und das All-Defensive Team existiert damit eine Schwelle von 65 zu absolvierenden Spielen. Damit ein Spiel für die Qualifikation zählt, ist eine Einsatzzeit von mindestens 20 Minuten notwendig, alternativ können bei 66 Spielen auch zwei herangezogen werden, solange die Einsatzzeit in beiden dieser Spiele über 15 Minuten lag. Wenn ein Spieler in 62 Matches jedes Mal die 20-Minuten-Marke überschritt (also in 85 % aller Spiele seines Teams), sich dann für den Rest der Saison verletzt, und ein unabhängig bestellter Arzt die vermutliche Dauer der Verletzung im Sinne des Saisonendes bis mindestens zum 31. Mai bestätigt, bleibt dieser Spieler ebenfalls berechtigt, für einen der vorgenannten Preise gewählt zu werden. Es ist dabei wichtig hervorzuheben, dass drei dieser Preise, nämlich MVP, DPOY und All-NBA Team, substantielle sechsstellige Gehaltserhöhungen im Rahmen einer Vertragsverlängerung, Supermax-Verträge genannt, zur Folge haben können, während die anderen beiden lediglich durch mögliche Prämienvereinbarungen das Gehaltsgefüge auf Grundlage zu erwartender Prämien für zukünftige Spielzeiten verschieben können, und zwar selbst dann, wenn es nicht zur Auszahlung kommen sollte.
Spieler, die sich durch die drei oben genannten Preise für eine Designated Veteran Extension oder eine Rookie Scale Extension hätten qualifizieren können, können bis 23:59 Uhr am Tag nach Ende der Regular Season oder innerhalb von zwei Tagen, nachdem eine Qualifikation mathematisch unmöglich geworden ist, eine Preisberechtigungs-Beschwerde (Award Eligibility Grievance) einlegen. Der Spieler muss dann „klar und überzeugend“ nachweisen, dass ihn sein Team mutwillig seiner Einsatzzeit beraubt hat, um seine Preisberechtigung zu untergraben. Möglich ist auch eine Anfechtung auf Grundlage außergewöhnlicher Umstände (Extraordinary Circumstances Challenge), die zwischen 12 Uhr des letzten Tages und 23:59 Uhr des Folgetages eingereicht werden muss. Ein gemeinsam von NBA und NBPA ausgewählter unabhängiger Experte entschiede dann über die Rechtfertigung der im CBA nicht näher spezifizierten Umstände.

## Vorwürfe gegen die NBA
Der ehemalige Schiedsrichter Tim Donaghy erhob im Juni 2008 schwere Vorwürfe gegen die NBA. Einige Schiedsrichter sollen auf Anweisung der NBA Spiele manipuliert haben. Im Jahr 2002 sollen die Schiedsrichter die L. A. Lakers in ihrem sechsten Playoff-Spiel gegen die Sacramento Kings bevorteilt haben, da die NBA wollte, dass es zu einem siebten Spiel kommt. Auch sollen die Schiedsrichter von der NBA angewiesen worden sein, gegen bestimmte Starspieler keine technischen Fouls zu verhängen.
Tim Donaghy war zuvor 2007 wegen Spielmanipulation und Weitergabe von Insider-Wissen angeklagt worden. Ihm wurde vorgeworfen, auf die Hälfte der von ihm seit 2003 geleiteten NBA-Spiele gewettet zu haben. Die NBA verlangte das an ihn in diesem Zeitraum bezahlte Gehalt zurück. Außerdem sollte Donaghy für die 16 Partien in der Saison 2006/07 zahlen, in denen er seine Insiderinformationen an Dritte weitergegeben hatte. Der ehemalige Schiedsrichter sollte auch die Anwaltskosten übernehmen. Somit verlangte die NBA einen Betrag von etwa 1,4 Millionen Dollar als Schadensersatz von Donaghy. Am 15. August 2007 bekannte sich Donaghy in manchen Punkten schuldig und wurde zu 15 Monaten Haft verurteilt.

## Computerspiele
- NBA Jam (seit 1993)
- NBA Live (seit 1995)
- NBA 2K (seit 1999)
- NBA 2K Playgrounds (seit 2017)